# Spades

Schoppenaas, de hoogste kaart.

Spades of Schoppenjagen is een kaartspel, dat met speelkaarten of op de computer gespeeld kan worden. Het is een spel voor meestal vier personen, maar er bestaan ook versies voor meer of minder spelers.
Het spel werd ontwikkeld in de jaren dertig van de twintigste eeuw in de Verenigde Staten. Het spel is familie van Wiezen en bridgen en verschilt hiervan door het feit dat schoppen altijd troef is. 

## Spel

### Begin
Spades is een spel voor vier spelers waarin gebruik wordt gemaakt van het gehele kaartspel (52 kaarten), zonder de jokers. De rangvolgorde (van hoog naar laag) van de kaarten is: aas, heer, vrouw, boer, 10, 9, 8, 7, 6, 5, 4, 3, 2.

### Speelwijze
De bedoeling is om exact te voorspellen hoeveel slagen er behaald worden. De speler na de gever zegt hoeveel slagen hij/zij denkt te halen en zo gaat het kloksgewijs verder. De gever zelf weet dus hoeveel slagen er al weg zijn en dat kan zijn keuze beïnvloeden: indien de drie overige spelers negen slagen denken te halen kan hij voor vier gaan. Gaat hij voor drie dan wil dat zeggen dat minstens één speler een slag meer haalt dan hij gezegd heeft, gaat hij voor vijf dan haalt minstens één speler een slag te weinig. 
Er mag niet met schoppen uitgekomen worden totdat deze gebroken zijn, d.w.z. tot iemand met een schoppen gekocht heeft. Er mag vanzelfsprekend enkel gekocht worden als een speler niet kan volgen. Er wordt anders gespeeld dan bij wiezen. Indien een speler bijvoorbeeld harten koning, harten tien en harten twee heeft en een andere speler komt de aas uit dan kan je best de tien gooien in plaats van met de twee. Indien je dit niet doet dan kan het je naderhand met die tien een slag haalt die je niet voorzien had en waardoor je dus overslagen haalt. 

### Punten
Op het puntenblad maak je twee kolommen, in de eerste kolom schrijf je hoeveel slagen je denkt te halen. Als je je beoogde aantal slagen behaald hebt dan krijg je het aantal slagen x 10 (dus zeg je drie slagen en haal je er drie dan krijg je 3x10= 30 punten). Haal je slechts twee slagen dan krijg je min 30, haal je vier slagen dan krijg je je 30 punten plus 1 punt voor een overslag. Om tegen te gaan dat men op veilig speelt en altijd minder slagen zegt te halen dan ze uiteindelijk doen krijg je 100 strafpunten per tien overslagen die je gehaald hebt. Het is dus heel belangrijk juist in te schatten hoeveel slagen je haalt en niet zo veel mogelijk. Immers, iemand die vier biedt en er vier haalt krijgt 40 punten terwijl iemand die er vijf biedt en er zeven haalt slechts 52 punten krijgt. Iemand die voor 0 slagen gaat (misère) krijgt er 100 punten bij, of indien hij het niet haalt 100 punten af. Het rondje is gedaan als een speler 500 punten heeft.

## Variaties

### Aantal spelers
Een normaal spel wordt met vier gespeeld, vier spelers krijgen elk dertien kaarten. Er kan ook met drie gespeeld worden, dan wordt de klaveren twee verwijderd en krijgt elke speler zeventien kaarten. Men kan ook met vijf spelen, dan worden harten en ruiten twee verwijderd en krijgt iedereen tien kaarten. Je kan met vijf ook ervoor kiezen om de gever te laten stilzitten zodat de anderen met vier spelen.

### Partner
Je kan ook met de speler tegenover je partnerspades spelen. Dit wil zeggen dat het aantal slagen dat jullie beiden voorspeld hebben opgeteld worden. Zegt de ene speler dat hij drie slagen haalt en de andere twee dan moeten jullie samen vijf slagen halen, het maakt dan niet uit hoeveel elk er haalt.

### Joker
De joker kan toegevoegd worden aan het spel en deze geldt dan als de hoogste troef zodat er veertien troeven zijn. Er wordt met 53 kaarten gespeeld en de laatste kaart blijft over. Niemand weet dan welke kaart niet in het spel is.

### Geheim bieden
Je kan een tweede spel kaarten nemen en iedereen krijgt een bepaalde kleur. Hiermee wordt voor het spel een kaart opzij gelegd waarop het aantal slagen staat dat zij denken te halen. Hierdoor weet de rest niet wat de ander zegt en kan die ook niet gedwarsboomd worden. De gever heeft zo ook niet het voordeel om veilig te kunnen spelen. 